# Siemens-Schuckert D.III
Siemens-Schuckert D.III – niemiecki samolot myśliwski z okresu I wojny światowej, produkowany przez zakłady Siemens-Schuckertwerke GmbH.

## Historia
Oblatany w I połowie 1917 roku dwupłatowiec myśliwski Siemens-Schuckert D.III miał nietypowy, birotacyjny silnik gwiazdowy Siemens-Halske Sh.III o mocy 118 kW (160 KM), w którym wał korbowy wraz ze śmigłem wirowały w przeciwnym kierunku niż cylindry. Jednak rozwiązanie to pomimo zmniejszenia momentu pędu wirującej masy silnika (głównego problemu silników rotacyjnych) spowodowało gorsze chłodzenie i przegrzewanie się jednostki napędowej. W związku z licznymi awariami seryjne myśliwce trafiły do służby dopiero na początku 1918 roku, w celu polepszenia chłodzenia usunięto w nich dolną część osłony silnika. Samolot ten miał jednak najlepszą prędkość wznoszenia ze wszystkich myśliwców I wojny światowej (1 min 45 s na 1000 m, 3 min 45 s na 2000 m i 20 min na 6000 m). Zastąpiony został w ostatnim okresie wojny przez nowszy model Siemens-Schuckert D.IV, napędzany mocniejszym silnikiem Siemens-Halske Sh.IIIa o mocy 147 kW (200 KM). Ogółem wyprodukowano 200 samolotów wersji D.III i D.IV.

## Opis konstrukcji
Był to jednomiejscowy dwupłat konstrukcji drewnianej. Kadłub półskorupowy o przekroju kołowym pokryty sklejką, aluminiowa osłona silnika. Skrzydła dwudźwigarowe, konstrukcji drewnianej, kryte płótnem, zespolone słupkami drewnianymi i drutem stalowym. Śmigło czterołopatowe z kołpakiem. Uzbrojenie: 2 zsynchronizowane karabiny maszynowe Spandau LMG 08/15 kalibru 7,92 mm umieszczone na grzbiecie kadłuba przed kabiną pilota.